# معاملة المثليين في جزر المالديف
يواجه الأشخاص من المثليين والمثليات ومزدوجي التوجه الجنسي والمتحولين جنسياً (اختصاراً: مجتمع الميم) في جزر المالديف تحديات قانونية واجتماعية لا يواجهها غيرهم من المغايرين جنسيا. يعتبر النشاط الجنسي بين الرجال وبين النساء غير قانوني في جزر المالديف، وينص القانون على عقوبات جنائية إذ يطبق قانون العقوبات في جزر المالديف الشريعة الإسلامية لمعاقبة أي نشاط جنسي مثلي من خلال عقوبة السجن والغرامات والجلد. على الرغم من ذلك، نادراً ما تتم محاكمة الأشخاص بتهمة المثلية الجنسية، لكنه يظل من التابوهات الاجتماعية يواجه الأشخاص من مجتمع المثليين وصمة عار بين السكان. كما أن المنازل التي يعيش فيها الشركاء المثليون غير مؤهلة للحصول على نفس الحماية القانونية المتاحة للأزواج المغايرين، مع وجود عدة تقارير تتحدث عن مستوى عالي من التمييز والانتهاكات ضد مجتمع المثليين.

## =قانون العقوبات والقوانين الإسلامية
يجرم قانون العقوبات في جزر المالديف المثلية الجنسية بعدة طرق. يُعرف الاتصال الجنسي الجنائي بموجب المادة 131 من قانون العقوبات في جزر المالديف ويشير إلى حظر الاتصال الجنسي دون أي سبب مسموح به بموجب الشريعة الإسلامية. يعتبر النشاط الجنسي المثلي غير قانوني بموجب القانون الإسلامي. ويعتبر جريمة في المادة 411 (2) من قانون العقوبات، وبموجب المادة 411 (و).

### آليات العقاب والتطبيق
تشمل العقوبات القصوى على النشاط الجنسي المثلي بموجب قانون العقوبات في جزر المالديف؛ السجن لمدة قد تصل إلى سنة واحدة بسبب الزواج غير المشروع بموجب المادة 410 (أ) (8)، والسجن لمدة تصل إلى ثماني سنوات بسبب بموجب المادة 411 (أ) (2) و 411 (د) مع السماح بعقوبة تكميلية ب100 جلدة بموجب الشريعة الإسلامية، والسجن لمدة تصل إلى أربع سنوات بسبب النشاط الجنسي غير القانوني بموجب المادة 412.
وفقًا للمؤسسة الدولية للمثليين والمثليات ومزدوجي التوجه الجنسي والمتحولين جنسيا وثنائيي الجنس، ترك قانون العقوبات في جزر المالديف (قبل التعديل في عام 2015) المسائل المتعلقة بالسلوك الجنسي دون تعديل وأن يتم تنظيمها وفق القانون الإسلامي، والتي تنطبق على المسلمين فقط. ومع ذلك، فمنذ أن دخل قانون العقوبات المعدل حيز التنفيذ، فقد تم تشديد القوانين المتعلقة ضد حقوق المثليين.
ولكن، على الرغم من أن قانون العقوبات المعدل «ينتقل إلى أحكام القانون الوطني التي كانت في السابق مجرد أحكام الشريعة والتي تنطبق على المواطنين المسلمين»، لم يعد بالإمكان معاقبة الأفعال الجنسية المثلية بالإعدام بموجب قانون جزر المالديف. تنص المادة 92 (ك) من قانون العقوبات الجديد في جزر المالديف على أن عقوبة الإعدام متاحة فقط للقتل العمد الفظيع. ويشير البعض إلى القسم 1205 التي تنص على أنه «إذا تم العثور على الجاني مذنبا بارتكاب جريمة لها عقوبة محددة سلفا في القرآن، فيعاقب هذا الشخص وفقا للشريعة الإسلامية وكما هو منصوص عليه في هذا القانون والقرآن». لا يحدد القرآن عقابا على المثلية الجنسية. لذلك، فإن العقوبة بموجب قانون جزر المالديف هي تلك المحددة في المواد 410 إلى 412.

## الاعتراف القانوني بالعلاقات المثلية
لا يتم الاعتراف قانونيا بالعلاقات المثلية، بما في ذلك زواج المثليين، والاتحادات المدنية، والشراكات المنزلية، في جزر المالديف.
تجرِّم المادة 410 (أ) (8) من قانون العقوبات في جزر المالديف (الذي دخل حيز التنفيذ منذ 16 يوليو 2015) زواج المثليين بالنص على أنه يعتبر جريمة إذا «دخل شخصان من نفس الجنس في زواج».

## الحماية من التمييز
لا توجد حماية قانونية ضد التمييز على أساس التوجه الجنسي أو الهوية الجندرية.

## الإطار الدستوري
في عام 2009، صاغت جزر المالديف دستورا تضمن فصلاً عن الحقوق والحريات، مما يدل على الرغبة في اعتناق ثقافة جديدة لحقوق الإنسان. ومع ذلك، لم يتضمن هذا أي قرارات تتعلق بقضايا حقوق الإنسان لمجتمع الميم.

## تطورات الأمم المتحدة

### قرارات الأمم المتحدة
في عام 2008، دعا بيان صاغه الاتحاد الأوروبي إلى إلغاء تجريم المثلية الجنسية وأوصى الدول «باتخاذ جميع التدابير اللازمة، ولا سيما التشريعية أو الإدارية، لضمان ألا يكون التوجه الجنسي أو الهوية الجندرية أساسًا تحت أي ظرف من الظروف للعقوبات الجنائية، لا سيما عمليات الإعدام أو الاعتقال أو الاحتجاز». كانت جزر المالديف أحد الأعضاء الـ 57 الأوائل (الآن 54 عضوًا) الذين وقعوا على وثيقة معارضة، قرأها الممثل السوري، والتي قسمت الجمعية العامة للأمم المتحدة حول مسألة حقوق المثليين.
كدولة تطبق الشريعة الإسلامية، اتبعت جزر المالديف وثائق المعتقدات في العديد من الأمور. نصت الوثيقة على أن البيان الأوروبي الذي تم صياغته يتداخل مع الأمور التي يجب أن تكون ضمن الاختصاص المحلي للدول. علاوة على ذلك، ذكرت الوثيقة أيضًا رغبة في تجنب التطبيع الاجتماعي لما يعتبر «أفعالًا مشينة» من خلال وضع حقوق ومعايير جديدة لم يتم الاتفاق عليها من خلال الانضمام إلى العضوية واتباع الإعلان العالمي لحقوق الإنسان. كما زعمت أن الإعلان كان يمثل تهديدًا للإطار الدولي لحقوق الإنسان.
في يونيو 2011، رفضت جزر المالديف قرارًا قدمته جمهورية جنوب أفريقيا في الأمم المتحدة والذي سعى إلى تأكيد حقوق مجتمع الميم. اتخذ مجلس حقوق الإنسان التابع للأمم المتحدة قرارًا ثانيًا في سبتمبر 2014 يتعلق بالميل الجنسي والهوية الجنسية، إلا أن جزر المالديف رفضت ذلك مرة أخرى.

### الاستعراض الدوري الشامل
في سبتمبر 2014، في تقرير لجنة حقوق الإنسان في جزر المالديف في المراجعة الدورية الشاملة لجزر المالديف، تم تسليط الضوء على عدد من قضايا حقوق الإنسان، ومع ذلك لم تتم مناقشة قضايا حقوق المثليين. تم تسليط الضوء على «حرية التعبير» كمجال للقلق حيث لوحظ، «لا توجد قوانين تضمن حرية التعبير في جزر المالديف». تمت الإشارة إلى التهديدات العديدة بالقتل والسلوك العنيف الذي تلقاه نشطاء حقوق الإنسان، ولاحظت اللجنة الحاجة إلى «اتخاذ تدابير لمعالجة قضايا التهديد والتخويف الموجهة إلى البرلمانيين والصحفيين ونشطاء المجتمع المدني لضمان سلامتهم».
قد يمتد هذا أو لا يشمل نفس الاضطهاد الذي يتعرض له نشطاء حقوق المثليين. إن أهداف لجنة حقوق الإنسان في جزر المالديف موضحة في قانون لجنة حقوق الإنسان وتشرح سبب عدم إدراج حقوق المثليين في التقديم. تشمل أهداف اللجنة حماية حقوق الإنسان وتعزيزها في جزر المالديف «وفقًا للشريعة الإسلامية ودستور جزر المالديف».
في تقرير الأمم المتحدة لعام 2016 الصادر عن مجلس حقوق الإنسان عن دورته الثلاثين، لوحظ أن جزر المالديف قبلت 198 توصية من أصل 258، ورفضت 60 توصية. تضمنت هذه التوصيات الستين مسائل قيل إنها تتعارض مع العقيدة الإسلامية ودستور جزر المالديف؛ مثل تلك «المتعلقة بحرية الدين، وبالمثليين، والمثليات، ومزدوجي التوجه الجنسي والمتحولين جنسيا والأشكال غير التقليدية للأسرة». هنا، استجابت حركة كندا من أجل السكان والتنمية بالإشارة إلى قلقها إزاء رفض جزر المالديف «اعتماد قانون ضد التمييز على أساس التوجه الجنسي».
أوصى مجلس حقوق الإنسان، في عام 2015، بأن تسرع جزر المالديف في عملها من أجل سن تشريعات مناهضة للتمييز و «ضمان أن يتضمن حظر التمييز على أساس التوجه الجنسي؛ ومكافحة وصم وتهميش مجتمع الميم في المجتمع» أفيد أن أولئك الذين يُنظر إليهم على أنهم مثليون جنسياً أو متحولون جنسياً في جزر المالديف كانوا هدفًا لجرائم الكراهية وغيرها من انتهاكات حقوق الإنسان، ولذلك أوصى صندوق الأمم المتحدة للسكان بأن تسعى جزر المالديف إلى ضمان حماية الأفراد من محتمع الميم. وأوصت اللجنة أيضًا بأن تقوم جزر المالديف «بإلغاء تجريم العلاقات الجنسية بين المثليين البالغين المتراضين». تمت ملاحظة هذه التوصيات من قبل جزر المالديف ولكن لم يتم قبولها.
في التقرير الوطني لمجلس حقوق الإنسان لجزر المالديف في عام 2015، لوحظ أنه منذ مراجعة جزر المالديف في عام 2010 كانت هناك العديد من التطورات الهامة من حيث حقوق الإنسان مع انتقال البلد إلى مجتمع ديمقراطي. ومع ذلك، لا يتضمن التقرير أي تفاصيل عن قضايا أو تطورات عن حقوق الإنسان لمجتمع الميم.
في مايو 2015، في تقرير موجز مقدم في الدورة الثانية من المراجعة الدورية الشاملة لجزر المالديف، قالت الخدمة الدولية لحقوق الإنسان «إن قانون الشريعة الإسلامية غير المدون يجرم النشاط المثلي، مما يجعل جزر المالديف مكانًا غير آمن للغاية للدعوة من أجل حقوق الأشخاص الذين يعرّفون أنفسهم بأنهم من مجتمع الميم».

## ظروف الحياة

### الرأي العام
في عام 2013، تعرض مدون يدعى هيلاث رشيد لهجوم عنيف خارج منزله في جزر المالديف بسبب انفتاحه فيما يتعلق بالمثلية الجنسية والحرية الدينية. لا تزال حرية الدين، التي تتشابك بشدة مع حرية التعبير والجنس في جزر المالديف، مقيدة بشدة في البلاد، سواء من الناحية القانونية أو من خلال الرأي العام. تحدث مقال في نيوزيلندا عام 2014 عن إبراهيم نعيم الذي مُنح حق اللجوء بسبب الاضطهاد الذي يواجهه كونه مثليا في جزر المالديف. وقالت وزارة الأعمال والابتكار والتوظيف إنها منحت وضع اللاجئ لأن نعيم كان «معرضًا لخطر ضرر جسيم من قبل وكلاء الدولة» ومن المرجح أن يواجه اضطهادًا إضافيًا لكونه مثلي الجنس علنا عند عودته إلى جزر المالديف.
وقد أكد ذلك إبراهيم معاذ، المتحدث باسم مكتب الرئيس، الذي علق على أن طالبي اللجوء في الخارج لأسباب تتعلق بالتمييز على أساس التوجه الجنسي سيواجهون المحاكمة عند العودة. على الرغم من أن التمييز واضح في جزر المالديف، إلا أنها تظل وجهة سياحية شهيرة للشركاء المثليين الذين نادراً ما يعانون من واقع القانون الإسلامي القائم في البلاد بسبب الدخل من السياحة.
صرحت منظمة «رانبو واريورز» (بالإنجليزية: Rainbow Warriors)‏ أن حراك مجتمع الميم في جزر المالديف يقتصر في الغالب على العالم الافتراضي، الذي يعمل على الإنترنت، بسبب عدم اليقين وكثافة رهاب المثلية في البلاد. شهد عام 2015 اعتقال رجلين محليين في منزلهما الخاص في إحدى الجزر في جزر المالديف بتهمة المثلية الجنسية بعد شكوى من أحد من العامة.

## ملخص
| قانونية النشاط الجنسي المثلي                                                                  | (العقوبة: السجن لمدة تصل إلى 8 سنوات مع إمكانية الجلد أو الإقامة الجبرية أو الترحيل) |
| المساواة في السن القانوني للنشاط الجنسي                                                       | No                                                                                   |
| قوانين مكافحة التمييز في التوظيف                                                              | No                                                                                   |
| قوانين مكافحة التمييز في توفير السلع والخدمات                                                 | No                                                                                   |
| قوانين مكافحة التمييز في جميع المجالات الأخرى (تتضمن التمييز غير المباشر، خطاب الكراهية)      | No                                                                                   |
| قوانين مكافحة أشكال التمييز المعنية بالهوية الجندرية                                          | No                                                                                   |
| زواج المثليين                                                                                 | No                                                                                   |
| الاعتراف القانوني بالعلاقات المثلية                                                           | No                                                                                   |
| تبني أحد الشريكين للطفل البيولوجي للشريك الآخر                                                | No                                                                                   |
| التبني المشترك للأزواج المثليين                                                               | No                                                                                   |
| يسمح للمثليين والمثليات ومزدوجي التوجه الجنسي والمتحولين جنسيا بالخدمة علناً في القوات المسلحة | No                                                                                   |
| الحق بتغيير الجنس القانوني                                                                    | No                                                                                   |
| علاج التحويل محظور على القاصرين                                                               | No                                                                                   |
| الحصول على أطفال أنابيب للمثليات                                                              | No                                                                                   |
| الأمومة التلقائية للطفل بعد الولادة                                                           | No                                                                                   |
| تأجير الأرحام التجاري للأزواج المثليين من الذكور                                              | (غير قانوني للأزواج المغايرين كذلك)                                                  |
| السماح للرجال الذين مارسوا الجنس الشرجي التبرع بالدم                                          | No                                                                                   |